# Morucha
La morucha est une race bovine espagnole.

## Origine
Elle appartient au rameau ibérique et a subi peu d'introduction de sang exogène. Elle est autochtone de la province de Salamanque. (elle porte aussi de nom de Salmentina). Elle a une histoire ancienne commune avec le toro de lidia. Depuis quelques siècles, les éleveurs ont sélectionné soit le caractère combatif donnant le toro, soit la puissance de traction et l'aptitude au dressage, donnant la morucha. C'est la raison pour laquelle les deux races présentent de grandes ressemblances. Le registre généalogique date de 1974. Elle représente une population de 110 000 animaux dont 18 000 inscrits sur le livre généalogique (14 000 vaches, 500 taureaux et les jeunes en sélection).
Un seul et unique élevage de cette race en dehors de la zone de Salamanca, se trouve dans le sud est de la France sur la commune de St Martin de Crau (13310) chez les frères Granier, environ 80 vaches de ventre et trois reproducteurs.

## Morphologie
Elle porte une robe grise (capa cardena) ou noire (capa negra), avec des muqueuses noires comme les autres races du rameau ibérique. Elle possède de longues cornes courbées vers l'avant. Le taureau pèse 850 à 900 kg pour 140 à 145 cm au garrot, et la vache 500 à 530 kg pour 135 à 140 cm.

## Aptitudes
Autrefois, elle servait à la traction de chariots. Elle est élevée aujourd'hui pour la production de viande. Il existe une IGP viande de Morucha (carne de Morucha) dans la province de Salamanque. Elle est délicatement persillée; sa saveur vient de la variété de la flore locale et sa texture de l'exercice que les bêtes doivent pratiquer pour rechercher leur nourriture.
C'est une race maternelle (féconde, fertile, longévité) et vive qui élève vite et bien son veau. Elle est rustique et résistante en régime extensif pour la production de viande. Elle est élevée en plein air intégral dans la zone de dehesa extremeña, zone de pâture en sous-bois méditerranéen, aux fourrages grossiers de l'ouest de l'Espagne. Elle est aussi utilisée comme vache allaitante avec des taureaux de race bouchère donnant une meilleure conformation de carcasse aux veaux.